# Alpha și Omega 3: Marile jocuri ale lupilor
Alpha și Omega 3: Marile jocuri ale lupilor (engleză Alpha and Omega 3: The Great Wolf Games) este un film de animație american de comedie și aventură, și a doua continuare a seriei de filme Alpha și Omega. Este regizat de Richard Rich și lansat pe 25 martie 2014. Înainte însă, avampremiera filmului a fost pe iTunes pe data de 4 martie a aceluiași an.
Acest film a primit recenzii negative din partea criticilor și a fanilor, cu o evaluare de 13% pe site-ul Rotten Tomatoes și nota 25 din 100 pe Metacritic. Majoritatea nemulțumirilor sunt datorită animației prea simple și faptul că jumătate din personajele principale din filmele precedente sunt absente. Dar și așa, Lindsay Torrance (vocea lui Claudette) a primit o nominalizare la premiul As-Seen-By pentru performanțele sale vocale.
Filmul a fost lansat după scurt timp în urma Jocurilor Olimpice din Soci, Rusia, după care s-a și bazat.
Premiera în România a fost pe 10 iulie 2015 pe canalul Boomerang, ca parte a programului Boomerang Cinema.

## Premisă
Toate perechiile de lupi Alpha își dau la o parte diferențele pentru a concura în Marile Jocuri ale Lupilor, niște jocuri amicale competitive. Când un accident neașteptat pune mulți dintre liderii fiecărei perechii de lupi afară din comision, se formează o nouă echipă ce constă în alte animale din pădure care nu sunt lupi. Cei trei pui de lup (Stinky, Runt și Claudette) află și ei de aceste jocuri, dar pentru că Kate e înafara orașului Humphrey devine antrenorul lor. Oare echipa de Vest va câștiga, sau va pierde? Poate antrenorul Humphrey să își conducă grupa sa de mici olimpici spre victorie?

## Voci
- Ben Diskin - Humphrey
- Kate Higgins - Kate, Stinky
- Lindsay Torrance - Claudette
- Dee Dee Greene - Runt
- Chris Smith - Marcel, Paddy, Mooch
- Mike Jacobs - Brent, Fleet
- Mella Leigh - Agnes
- David O. Lodge - Nars
- Stuart Whitmore - Umpire
- Rich Murphy - Ed

## Legături externe
- Alpha și Omega 3: Marile jocuri ale lupilor la Internet Movie Database